# 邵曉鈴
邵曉鈴（1950年11月19日—），生於臺灣臺北市，籍貫江蘇省泰兴市，嘉義女中、政治作戰學校影劇系畢業，年輕時為台灣演員，演員時期曾使用邵曉玲、邵小鈴等藝名。她也是前臺中市市長胡志強的妻子。

## 生平
邵曉鈴於1969年自政工幹校畢業後，加入中華民國國軍藝工總隊服務，原本的工作是替學長、學姊提化妝箱；在一次錄影前，女主角無故遲到，邵曉鈴臨時「代打」上場，卻引起眾人注意，意外進入演藝圈。同年，隨即加盟中國電視公司，與中視簽訂基本合約，成為中視基本演員。她在中視單元劇《秀姑》與《春草年年綠》擔任女主角，以其清新、獨特的氣質頗獲好評。尤其是她在1970年扮演《秀姑》女主角，奠定她後來演「民初」（民國初年）戲的基礎，也讓她在電視劇中的角色總是「溫柔小女人」的類型。後又演出中視連續劇《海燕》、《長白山上》、《苦情花》、《五段情》等，並與倪敏然、翁倩玉等人合作演出《大地春雷》、《還君明珠雙淚垂》、《無價之寶》等電影，成為當紅演員；不過她私底下樸素平實的風格，也被當時的媒體形容為「不像個大牌明星，還像個在校的學生」。1974年，她在拍攝《親情》時，與從小認識、當時留學英國的胡志強成婚，隨即淡出演藝圈。在胡志強回台從政後，經常以胡志強夫人的身份出席各種場合，尤其在胡志強競選臺中市市長時幫忙助選，著力甚多。她與夫婿多年來的感情，也為台灣各界人士所稱道。

## 車禍
2006年11月18日，邵曉鈴與時任台中市長的丈夫胡志強，在赴高雄市為中國國民黨市長候選人黃俊英助選之後的回程途中，在國道三號北上323.5公里處，即臺南縣柳營鄉（今臺南市柳營區）段，遭廖姓男子（25歲，南投縣人）駕駛之小客車追撞。
邵因傷勢嚴重，由臺南市政府消防局第二救災救護大隊六甲分隊救護員，就近送至奇美醫院柳營分院急救，並接受左臂截肢手術，情況危急。截肢手術後，出現急性呼吸窘迫症及延遲性脾臟破裂，切除脾臟。
時任桃園縣縣長朱立倫當時在一個餐會上與擔任臺大醫院創傷醫學部主任的柯文哲碰面，兩人談到邵曉鈴的傷勢，柯文哲表示可使用葉克膜，朱立倫立即聯絡胡志強。胡志強隨即轉告奇美醫院由醫師與柯文哲聯絡。
後來病情好轉，恢復意識，並且能與人交談。2007年的農曆新年前出院，返臺中休養。

## 家庭
- 育有一女一子，長女為胡婷婷，從事演藝事業。
- 邵曉鈴的胞弟邵國寧為神經外科醫師，曾任彰化醫院、臺中醫院院長。因署立醫院採購弊案，依違反貪污治罪條例被判9年、褫奪公權5年。[2]

## 趣事
- 中國電視公司資深工作人員曾提起邵曉鈴在演員時代，參與《長白山上》演出時的一段插曲。拍攝期間有場哭戲，邵曉鈴卻一直哭不出來，於是被導演罵道：「若哭不出來別想走出攝影棚」，結果她嚇得當場大哭。[來源請求]

## 評價
- 邵曉鈴的父親邵震奭說：「她很孝順爸媽。領了薪水，幾乎都給了媽媽。」
- 中國電視公司副總經理曠湘霞說：很多演員紅了就會比排場，邵曉鈴完全不會。
- 台灣藝人李亞萍說：「余祥銓當年在加拿大被退學多次，都是她幫我處理。」
- 台灣藝人侯冠群小時候常隨演員父親金滔到片場，常在片場遇見邵曉鈴。他回憶：「她是非常好的阿姨。我小時很頑皮；但她疼我，會買五元的豆干給我吃。」
- 台灣電視劇製作人周遊曾經製作邵曉鈴主演的多部電視劇。她說：「曉鈴很乖巧。以前金滔怎麼逗她，她就是不給他追。」她又說，邵曉鈴在演藝圈時，生活只有兩件事：拍戲與戀愛。
- 臺中市政府新聞局局長陳永豐說：邵曉鈴樂於當市長（胡志強）的「跟班」，常跟著出席各項公開活動；兩人每次在綠園道附近餐廳用後，總習慣手牽手散步，濃情密意，宛如神仙眷侶。
- 臺中市政府警察局第一分局西區派出所所長曾仁、偵查隊副隊長劉訓造說，他們擔任市長隨扈時，每次至市長官邸接市長上班，邵曉鈴總是笑容可掬、親自把市長送出門，還常對他們噓寒問暖，詢問家庭狀況。
- 部落灣公司藝術總監陳倩姿說：邵曉鈴優雅得體，待人客氣，絲毫沒有「官夫人」架子。她說，2005年9月，邵曉鈴出席國際無車日活動，因遲到而一再說「對不起」，讓她印象深刻。